# آزادم کن پارت. ۲
«آزادم کن پارت. ۲» (انگلیسی: Set Me Free Pt. 2) ترانه‌ای از خوانندۀ اهل کره جنوبی جیمین است که به‌عنوان تک‌آهنگ اصلی از اولین آلبوم او صورت در ۱۷ مارس ۲۰۲۳ توسط بیگ هیت منتشر شد. ترانه‌ای هیپ هاپ و پاپ در مورد امتناع جیمین از پایین آوردن توسط کسانی که از او انتقاد می‌کنند و غلبه بر جنگ‌های داخلی او، این آهنگ توسط Ghstloop، پی‌داگ، جیمین و Supreme Boi سروده شده است. این ترانه برای اولین‌بار جیمین را وادار به رپ خواندن می‌کند و همچنین از جلوه‌های صوتی و تنظیم خودکار استفاده می‌شود.
این تک‌آهنگ در رتبه ۳۰ جدول تک‌آهنگ‌های بریتانیا قرار گرفت، و تبدیل به پرفروش‌ترین تک‌آهنگ یک هنرمند انفرادی کره‌ای در تاریخ جدول‌های رسمی در آن زمان و بیلبورد هات ۱۰۰ در آمریکا شد.